# Star Trek: Generations
Star Trek: Generations is een Amerikaanse film uit 1994 van regisseur David Carson. Het is de zevende Star Trek-film, en de eerste Star Trek-film gebaseerd op The Next Generation.

## Verhaal
Voormalige Starfleet officieren James T. Kirk, Montgomery Scott en Pavel Chekov zijn eregasten aan bij de doop van het nieuwe ruimteschip USS Enterprise NCC-1701B. Tijdens een testvlucht naar Pluto ontvangen ze een noodsignaal van twee transportschepen. Deze blijken in een kosmisch energielint (de Nexus) gevangen te zitten. Van een van deze schepen, de Lakul, kunnen enkele tientallen El-Auriaanse opvarenden gered worden. Deze waren gevlucht toen de Borg hun thuisplaneet veroverden. Tijdens de reddingspoging raakt het schip beschadigd en wordt kapitein Kirk de ruimte ingezogen. De bemanning van de Enterprise meent dat hij dood is en men keert met de overlevenden terug naar de Aarde.
78 jaar later ontvangt de USS Enterprise NCC-1701D onder leiding van kapitein Jean-Luc Picard een noodsignaal van een ruimte-onderzoeksstation bij de ster Amargosa. Bij aankomst lijkt het station te zijn overvallen door de Romulanen. Er blijkt slechts één overlevende te zijn: de El-Auriaan dr. Tolian Soran. Deze wordt later met Geordi La Forge uit het station getransporteerd door de Duras-zusters Lursa en B'Etor. Ze blijken in dienst te zijn van Soran en reizen naar de planeet Veridian III.
Picard ontdekt dat Guinan meer weet over Soran. Ze vertelt hem dat zij en Soran beiden overlevenden zijn van de Lakul die 78 jaar geleden in de Nexus verdween. De Nexus is volgens haar een wereld waarin men zich in het paradijs waant. Soran is hier zo van onder de indruk geraakt, dat hij er koste wat het kost naar terug wil keren. Om dit te doen wil hij de Veridiaanse ster opblazen om zo de baan van het Nexus-energielint te veranderen.
De Enterprise zet de achtervolging in om Soran van zijn plan af te houden. Dit moet omdat Veridian IV door een primitieve beschaving wordt bewoond, die de ontploffing niet zal overleven. Kapitein Picard ruilt zichzelf als gevangene voor de gewonde Geordi La Forge, niet wetende dat de Klingon zusjes diens VISOR met een cameraatje hebben uitgerust. Door dit voordeel kunnen ze de Enterprise zwaar beschadigen, voordat ze zelf worden vernietigd. Het schotelgedeelte van de Enterprise wordt ontkoppeld, net voordat het aandrijfgedeelte ontploft. De schotel maakt daarna een noodlanding op de planeet.
Soran laat de ster ontploffen en hij wordt samen met Picard in de Nexus gezogen. Ondertussen worden zowel de bevolking van Veridian IV als alle bemanningsleden van de Enterprise gedood door de ontploffing.
In de Nexus blijkt Picard een gezin te hebben, maar na korte tijd ontdekt hij dat dit een realistische droomwereld is. Met de hulp van Guinan (een beeld van haar dat is blijven hangen van de gebeurtenissen 78 jaar eerder) wordt hij naar kapitein Kirk geleid, die blijkbaar bij het ongeluk 78 jaar geleden ook in de Nexus is beland en daar al die jaren is gebleven zonder te verouderen. Hij kan hem overhalen om samen Soran te stoppen. Vanuit de Nexus kun je overal naartoe, waar of wanneer je maar wilt, dus besluiten ze naar Veridian III te gaan, vlak voor Soran de ster kan laten ontploffen. Ten koste van Kirks leven kan Soran tegengehouden worden.

## Rolbezetting
| Acteur           | Personage                     |
| ---------------- | ----------------------------- |
| Patrick Stewart  | Kapitein Jean-Luc Picard      |
| Jonathan Frakes  | Commander William T. Riker    |
| Gates McFadden   | Dr. Beverly Crusher           |
| Marina Sirtis    | Commander Deanna Troi         |
| Brent Spiner     | Lt. commander Data            |
| LeVar Burton     | Lt. commander Geordi La Forge |
| Michael Dorn     | Lt. commander Worf            |
| William Shatner  | Kapitein James T. Kirk        |
| James Doohan     | Kapitein Montgomery Scott     |
| Walter Koenig    | Commander Pavel Chekov        |
| Malcolm McDowell | Dr. Tolian Soran              |
| Whoopi Goldberg  | Guinan                        |
| Patti Yasutake   | Alyssa Ogawa                  |
| Alan Ruck        | Kapitein John Harriman        |
| Jacqueline Kim   | Ensign Demora Sulu            |
| Barbara March    | Lursa, oudste Duras zuster    |
| Gwynyth Walsh    | B'Etor, jongste Duras zuster  |

## Achtergrond

### Thema’s
Net als in verschillende voorgaande films draait Generations vooral om een man die voor niets of niemand stopt om te krijgen wat hij wil (Soran), terwijl anderen alles opofferen om hem tegen te houden (Picard en Kirk). Kirk brengt het ultieme offer, evenals de Enterprise-D.
Een ander thema in de film is het verschil tussen Picard en Soran over hoe ze een persoonlijke tragedie verwerken. Soran verloor zijn vrouw bij een Borgaanval en wil de nexus bereiken om weer bij haar te zijn. Picard ontdekt in de film dat zijn broer en neefje omgekomen zijn bij een brand. Hij had gehoopt dat zij de Picard familielijn zouden voortzetten, omdat hij dit zelf vanwege zijn werk bij Starfleet niet kan. In de Nexus beland Picard in een wereld waarin hij getrouwd is en kinderen heeft, en dus wel zelf de familielijn kan voortzetten. Hij is echter in staat deze verleiding te boven te komen.
Een derde thema in de film is Data’s persoonlijke missie om menselijker te worden. Hij wil dolgraag menselijke emoties leren begrijpen en laat daarom een emotiechip installeren bij zichzelf. De emoties lijken Data echter te veel te worden, vooral omdat hij nu ook negatieve emoties zoals angst kan ervaren.

### Productie
Rick Berman werd gevraagd om een Star Trek: The Next Generation film te ontwerpen in 1993. twee verschillende scripts werden geschreven, een door Maurice Hurley, scriptschrijver voor seizoen 2 van TNG, en een door Ronald D. Moore en Brannon Braga, die samenwerkten aan enkele populaire afleveringen. Het tweede script werd gekozen.
Leonard Nimoy wilde niet meewerken aan de film en DeForest Kelley was niet in staat mee te werken omdat hij problemen had met zijn gezondheid. Hun teksten, die eigenlijk voor Spock en McCoy waren bedoeld, werden daarom gegeven aan James Doohan en Walter Koenig, als Scotty en Chekov.
Productiewerk van de film begon onmiddellijk nadat Next Generation was afgelopen. Veel stafleden werden meteen van de televisieproductie verplaatst naar de filmproductie.
De regisseur, David Carson, had nog geen ervaring met films, maar wel met afleveringen van Star Trek, waaronder de populaire Next Generation aflevering Yesterday's Enterprise en de Deep Space Nine-aflevering Emissary.

### Reacties
Generations bracht $75 671 125 op in de VS, en $118 100 000 wereldwijd tegen een budget van $35 000 000. Hoewel de film het relatief goed deed in vergelijking met voorgaande Star Trek films, werd zijn opbrengst in de VS gezien als een teleurstelling.

## Prijzen/nominaties
In 1995 werd Star Trek: Generations genomineerd voor zes prijzen, waarvan hij er twee won.
Gewonnen:
- De ASCAP award voor “Top Box Office Films”
- De Universe Reader's Choice Award voor “Best Writing for a Genre Motion Picture”.

Overige nominaties:
- Twee Saturn Awards:
  - Beste vrouwelijke bijrol (Whoopi Goldberg)
  - Beste sciencefictionfilm.
- De Hugo Award voor “Best Dramatic Presentation”
- De Golden Raspberry Award voor slechtste mannelijke bijrol (William Shatner).

## Trivia
- De set van de commandobrug van de Enterprise NCC-1701B is dezelfde (met wat veranderingen) als van de USS Enterprise NCC-1701A uit de vorige film Star Trek VI: The Undiscovered Country. Later werd deze ook nog, in behoorlijk veranderde vorm, gebruikt als decor voor het Armagosa-ruimte-onderzoeksstation.
- De ontploffing van Lursa en B'Etor's Bird of Prey werd gemonteerd uit materiaal van de vernietigde Bird of Prey uit Star Trek VI: The Undiscovered Country.